# Aglutinare (lingvistică)
În lingvistică, aglutinarea (de la verbul latinesc agglutinare „a lipi laolaltă”) este un procedeu de formare a cuvintelor prin lipirea strânsă a unei particule sau a unui afix la un cuvânt, ori a unui cuvânt la alt cuvânt.

## Aglutinarea în sens larg
Aglutinarea se găsește de regulă în limbile sintetice și se referă la alipirea mai multor tipuri de morfeme.
În limba română, aglutinarea privește, de pildă, ceea ce se numește particulă în gramaticile tradiționale ale acestei limbi. Particula -a se alipește unor adverbe fără să le schimbe sensul, ci doar marchează folosirea lor în limba numită populară: acuma, atuncea. Aceeași particulă se aglutinează cu adjective demonstrative atunci când sunt postpuse substantivului determinat și când sunt folosite ca pronume demonstrative: aceluia, aceleia, acelora. Particula -și se adaugă adjectivelor/pronumelor demonstrative de depărtare, formând adjective/pronume demonstrative de identitate: același, aceeași, aceiași, aceleași. Particula -va formează pronume nehotărâte din pronume interogative și din adverbe interogative: cineva, careva, undeva.
În română și articolele hotărâte se aglutinează cu substantivul: omul, casa.
Afixele de derivare se adaugă tot prin aglutinare, de exemplu prefixul re- la verbul face, formând verbul reface, sufixul -iță la substantivul copil, formând substantivul copiliță.
Se formează cuvinte noi și prin aglutinarea unor cuvinte care au fost frecvent folosite împreună într-o sintagmă, bunăoară în limba franceză lierre „iederă”, din articolul hotărât l’ și ierre cuvântul din franceza veche pentru „iederă”, sau aujourd’hui „astăzi”, din au jour d’hui „în ziua de astăzi”, hui fiind cuvântul din franceza veche pentru „astăzi”. Exemple de acest fel în română sunt untdelemn și bunăvoință. Acest procedeu este cel numit „compunere” în gramatici ca, de exemplu, cele ale limbii maghiare.

## Aglutinarea în sens restrâns
În domeniul morfologic al tipologiei lingvistice, aglutinarea se referă la adăugarea unor afixe distincte la rădăcina cuvintelor ca procedeu de a exprima raporturile gramaticale, de unde termenul „limbi aglutinante” ce denumește limbi în care acest procedeu este predominant.